# Embargo d'information
Pour les articles homonymes, voir Embargo.
En journalisme et en relations publiques, un embargo ou embargo de publication est une demande de la part d'une source d'information qu'une information ou actualité fournie par cette source ne soit pas publiée avant une certaine date (et heure) ou avant que certaines conditions ne se soient produites. Il est sous-entendu que si l'embargo est violé par un journaliste avant cette date, la source restreindra l'accès à de futures informations pour ce journaliste ou sa publication, lui donnant un handicap à long terme. Ils sont souvent utilisés dans le business pour l'annonce d'un produit, par les journaux médicaux, et par les officiels de gouvernements annonçant des initiatives politiques ; les médias bénéficient donc d'une connaissance d'avance des détails restants secrets ce qui permet aux journalistes de se préparer pour la date donnée. En théorie, l'embargo de presse réduit l'inexactitude en évitant la hâte liée à l'espoir de scooping.
L'embargo est généralement négocié à l'avance sous forme de « gentlemen's agreement ».  Cependant, certains publicitaires envoient parfois des communiqués de presse dans l'espoir que la date d'embargo sera respectée, sans accord préalable.  La mention « Pour diffusion immédiate » trouvée dans les communiqués de presse indique que l'information n'est pas sous embargo.
Les organisations d'information violent parfois l'embargo en éventant une information avant que l'embargo n'expire, soit accidentellement (en raison d'une mauvaise communication en salle de presse) soit intentionnellement (pour faire un scoop). Violer un  embargo est typiquement considéré comme une sérieuse rupture de confiance et peut conduire la source à ne plus fournir d'information à l'avance sur une longue période de temps.
Ce type d'embargo est l'une des différentes manières qu'une source a d'influencer la présentation par les médias d'une information qu'elle fournit; les autres consistent notamment à fournir l'information on background ou not for attribution, en limitant ou en fournissant un « accès », ou même les interventions directes des gouvernements ou du marché contre un journaliste ou une entreprise de média (voir Source de l'information pour une discussion complète de ces pratiques).  La manière dont les journalistes y réagissent est une affaire d'éthique journalistique.

## Exemples d'embargo
- Les journalistes qui accompagnaient le président des États-Unis George W. Bush à une visite de Thanksgiving en Irak en 2003 avaient un embargo jusqu'au départ du président du pays. Il leur a été dit que, dans l'intérêt de la sécurité, le voyage serait annulé si la nouvelle était publiée avant terme[1].

- Le ministère de la Défense du Royaume-Uni informa quelques organes de presse que le prince Harry pourrait servir en Afghanistan, à condition que cette information ne soit pas révélée avant la fin de son déploiement.  L'information a été éventée après environ deux mois, et les officiels acceptèrent de rendre caduc l'embargo. Le prince fut immédiatement retiré du champ de bataille, pour sa sécurité et celle de ses compagnons d'armes.

- Au Canada, en Australie et d'autres pays, avant la révélation du budget fédéral et autres annonces importantes du gouvernement, les journalistes sont suspendus à un lockup afin de leur permettre de préparer leur intervention à l'avance. Il ne leur est pas permis d'émettre avant la fin de l'annonce officielle (par exemple, après que le ministre des Finances délivre le discours sur le budget).  Les lockups sont principalement destinés à prévenir les délits d'initié sur la base de fuites d'annonces gouvernementales[2],[3].  Un lockup similaire est fait aux États-Unis quand le Conseil des gouverneurs de la Réserve fédérale se prépare à l'ajustement d'un taux d'intérêt.

- Après le kidnapping du journaliste David Rohde en Afghanistan en novembre 2008, le New York Times demanda le silence des médias (et de Wikipédia) jusqu'à sa fuite en juin 2009.

- Certaines failles de sécurité, et/ou correctifs de logiciels libres ou non, sont sous embargo, comme par exemple, la faille « (CVE-2009-2404) CVE-2009-2404 nss regexp heap overflow »[4].

## Embargo d'articles dans des journaux scientifiques
Les embargos sont couramment utilisés dans les informations relatives à la santé dans les articles de journaux médicaux.  Tous les journaux médicaux d'importance, y compris le New England Journal of Medicine, le Journal of the American Medical Association, et le Lancet, ont des embargos de publication.  
Le JAMA embargo date probablement de Morris Fishbein, de 1924 à 1949, et courait jusqu'à 15h00 heure du Centre du jour précédant la date de couverture de l'édition. Les journalistes qui acceptaient de ne pas publier (in print, on television, on radio, or via Internet) avant le terme de l'embargo l'information contenue dans le manuscrit publié par le journal recevaient à l'avance des copies du journal par courrier durant la semaine précédant la publication. Pour les articles sélectionnés, la divulgation d'informations de presse ou de vidéos sont aussi préparées par des auteurs de science et fournis aux journalistes au cours de la semaine.
Les raisons données pour de tels embargos sont de deux ordres.  Primo, ils permettent aux journalistes de produire une couverture plus compréhensible et précise, vu que l'embargo ménage du temps permettant de rechercher le fond de l'histoire et donc de publier des backgrounders avec l'annonce de l'histoire.  Secundo, ils permettent aux médecins et aux scientifiques de recevoir et d'analyser les études médicales avant que le public général ne le fasse, leur permettant d'être mieux informés lorsqu'ils sont appelés pour commenter ou réagir par des journalistes ou des patients.  Cependant, certains s'opposent au système d'embargo médical, en clamant qu'il est conduit par des motifs lucratifs de la part des journaux médicaux,.

## Autres lectures
- Article du JDD sur la contestation de l'embargo en France et aux États-Unis

## Autres lectures en anglais
- (en) Joseph Loscalzo, Robert O. Bonow, et Alice K. Jacobs, « Coronary Calcium Screening and the American Heart Association News Embargo », Circulation, American Heart Association, Inc., vol. 110,‎ 2004, p. 3504–3505 (PMID 15583087, DOI 10.1161/01.CIR.0000151096.25445.34, lire en ligne) — a detailed report on a news embargo on a Scientific Statement from the American Heart Association and the consequences of it being breached by journalists
- (en) Phil B. Fontanarosa, Catherine D. DeAngelis, « The Importance of the Journal Embargo », Journal of the American Medical Association, vol. 288, no 6,‎ 14 août 2002, p. 748–750 (PMID 12169080, DOI 10.1001/jama.288.6.748, lire en ligne) — a detailed report on a news embargo on a story about a scientific study and the consequences of it being breached by journalists
- (en) Jerome P. Kassirer et Marcia Angell, « Violations of the Embargo and a New Policy on Early Publicity », New England Journal of Medicine, vol. 330, no 22,‎ 2 juin 1994, p. 1608–1609 (PMID 8177252, DOI 10.1056/NEJM199406023302211, lire en ligne) — the reation of the NEJM and the National Cancer Institute to a violation of an embargo by ABC's World News Tonight in 1994
- (en) Fred Molitor, « Accuracy in Science News Reporting by Newspapers: The Case of Aspirin for the Prevention of Heart Attacks », Health Communication, Lawrence Erlbaum Associates, Inc., vol. 5, no 3,‎ 1993, p. 209–224 (DOI 10.1207/s15327027hc0503_4) — a study of how a report published in the New England Journal of Medicine was reported by journalists who "omitt[ed] information, sensationaliz[ed] the results of the study, and [made] incorrect generalizations", and "may have been responsible for promoting unhealthy behaviors".
- (en) Vincent Kiernan, « Changing Embargoes and the New York Times' Coverage of the Journal of the American Medical Association », Science Communication, SAGE Publications, vol. 19, no 3,‎ 1998, p. 212–221 (DOI 10.1177/1075547098019003003, lire en ligne [abstract]) — a report that embargoed early access to journals, granted to medical and science journalists, is an information subsidy that encourages greater coverage of the journals in news media
- (en) Vincent Kiernan, « Ingelfinger, Embargoes, and Other Controls on the Dissemination of Science News », Science Communication, SAGE Publications, vol. 18, no 4,‎ 1997, p. 297–319 (DOI 10.1177/1075547097018004002, lire en ligne [abstract])  — a study of whether "journal editors may […] be using [news embargoes and the Ingelfinger Rule] to enhance the status of their publications, with an eye toward attracting better scientific papers, expanding circulation, and luring advertising"
- (en) Eliot Marshall, « Embargoes: Good, Bad, or "Necessary Evil"? », Science, vol. 282, no 5390,‎ 30 octobre 1998, p. 860–867 (DOI 10.1126/science.282.5390.860, lire en ligne)
- (en) Morgan PP, « Scientific journals and the news media: partners or competitors? », Canadian Medical Association Journal, vol. 130, no 3,‎ 1er février 1984, p. 252 (PMID 6692201)
- (en) Relman AS, « Reporting the aspirin study: the Journal and the media », New England Journal of Medicine, vol. 318, no 14,‎ 7 avril 1988, p. 918–920 (PMID 3352675)
- (en) d'Adler MA, « The transfer of medical information. A journalist's view », Int Journal Technol Assess Health Care, vol. 4, no 1,‎ 1988, p. 59–63 (PMID 10287116, DOI 10.1017/S0266462300003263)
- (en) Michael S. Wilkes, « The Public Dissemination of Medical Research: Problems and Solutions », Journal of Health Communication, Routledge, vol. 2, no 1,‎ 1er février 1997, p. 3–15 (DOI 10.1080/108107397127888, lire en ligne)
- (en) J. Stacey, « The press embargo: friend or foe? », Journal of the American Medical Association, vol. 254, no 14,‎ 11 octobre 1985, p. 1965 (PMID 3900440, DOI 10.1001/jama.254.14.1965, lire en ligne)
- (en) Schecter, Danny, When News Lies : Media Complicity and the Iraq War, New York, Select Books (NY), 2006, 254 p., poche (ISBN 978-1-59079-073-1, LCCN 2005018660)